# Verapamilo
El verapamilo es un medicamento bloqueador de canales de calcio tipo L, indicado en medicina para el tratamiento de la hipertensión, angina de pecho, trastornos del ritmo cardíaco y como profiláctico en la cefalea en racimos. El verapamilo también ha sido usado como vasodilatador durante la criopreservación de los vasos sanguíneos. Es un antiarrítmico de clase 4, más efectivo que la digoxina en controlar la velocidad de contracción cardíaca. Es comercializado por Abbott Laboratories bajo el Nombre comercial de Isoptin.

## Mecanismo de acción
El verapamilo bloquea los canales de calcio dependientes de voltaje. En farmacología cardíaca, los bloqueantes de los canales de calcio son considerados agentes antiarrítmicos de tipo IV. Siendo que los canales de calcio se concentran especialmente en los nódulos sinoauricular y auriculoventricular, estos fármacos se usan para disminuir la conducción del impulso eléctrico a través del nodo AV, protegiendo así a los ventrículos de una taquiarritmia auricular.
Los canales de calcio también están presentes en el músculo liso que recubre los vasos sanguíneos. Al relajar el tono del músculo liso, los bloqueantes del canal de calcio dilatan los vasos sanguíneos. Este hecho es la clave que indica su uso como tratamiento y manejo de la hipertensión arterial y la angina de pecho.
El dolor asociado a la angina de pecho es causado por un déficit en el aporte de oxígeno al músculo del corazón. Los bloqueantes de los canales de calcio, como el verapamilo, dilatan los vasos sanguíneos, lo que aumenta la cantidad de sangre que le llega al músculo cardíaco. Otros vasodilatadores más potentes como la nitroglicerina pueden ser requeridos en casos más graves de dolor precordial